# Buggy Schlesser
Il Buggy Schlesser è un'automobile da competizione di tipo fuoristrada appositamente ideato dal pilota francese Jean-Louis Schlesser per partecipare ai rally raid e realizzato in numerose versioni evolutive a partire dai primi anni novanta.

## Tecnica
Caratteristiche fondamentali di tutte la serie di vetture realizzate dal pilota francese sono la leggerezza e la semplicità costruttiva, per questo la scelta tecnica di adoperare la trazione a due sole ruote motrici, a differenza degli avversari più quotati. Il suo ideatore basò il suo progetto su queste caratteristiche per contrastare le più complesse e pesanti vetture a trazione integrale, che di norma necessitano di un articolato sistema di assistenza tecnica da parte delle squadre ufficiali che le impiegano in gara. Schlesser, che all'epoca non aveva alle spalle una casa costruttrice che gli potesse garantire tale assistenza, cercò di essere competitivo impiegando meno risorse.
La ricerca della competitività passò attraverso numerosi affinamenti tecnici e cambi di propulsore: il primo veicolo, l'X 202 Schlesser original fu dapprima dotato di un motore Renault 4 cilindri sovralimentato, poi sostituito da un propulsore Opel 4 cilindri 2 litri, anch'esso a sua volta rimpiazzato da un motore Porsche 6 cilindri da 3,6 litri, passando poi a motori PRV, Ford e Seat. Il telaio sempre del tipo a traliccio tubolare in acciaio è stato più volte modificato e aggiornato, nei primi anni era in configurazione monoposto, privo di copilota navigatore, di pari passo anche la carrozzeria che ha subito costanti e profonde modifiche a livello estetico, sovente inserendo timidi richiami stilistici a vetture stradali di case automobilistiche (soprattutto Renault e Ford), in cambio della fornitura del motore.

## Storia
Schlesser fece debuttare la vettura in gara alla Parigi-Dakar del 1991, pilotandola egli stesso in coppia con Da Silva e ottenendo come primo risultato di prestigio la vittoria del "Trofeo 2 ruote motrici" della Coppa del Mondo 1992 dei Rally Tout Terrain FIA

## Palmarès

### Rally Dakar
I seguenti successi sono stati ottenuti tutti dal suo pilota ed ideatore Jean-Louis Schlesser.
- 5 vittorie Coppa del mondo rally raid (dal 1998 al 2002)
- 2 vittorie Rally Dakar (1999 e 2000)
- 3 vittorie Africa Race (dal 2009 al 2011)
- 6 vittorie Rally di Tunisia (dal 1998 al 2000, 2003, 2007 e 2010)
- 2 vittorie Rally dei Faraoni (2010 e 2011)
- 6 vittorie Abu Dhabi Desert Challenge (1994, 1995 e dal 1998 al 2001)
- 4 vittorie Rally del Marocco (dal 2000 al 2002, 2009 e 2010)
- 2 vittorie Italian Baja (1998 e 2002)
- 2 vittorie Baja Portugal 1000 (1992 e 2000)